# Stewart Cheifet
Stewart Cheifet (nacido el 24 de septiembre de 1938) es un presentador de televisión estadounidense, mejor conocido por su trabajo presentando y produciendo Computer Chronicles y Net Cafe . También ha trabajado para PBS y ABC, entre otros. Criado en Filadelfia, asistió a la Central High School y se graduó en la Universidad del Sur de California en 1960 con un título en Matemáticas y Psicología. Más adelante se graduó de la Facultad de Derecho de Harvard. Cheifet impartió clases de periodismo en la Escuela de Periodismo Donald W. Reynolds de la Universidad de Nevada, Reno.